# Porijja Kefar Awoda
Porijja Kefar Awoda (hebr. פוריה-כפר עבודה; ang. Poriyya Kefar Avoda lub także Poria Kfar Avoda) – wieś komunalna położona w Samorządzie Regionu Emek ha-Jarden, w Dystrykcie Północnym, w Izraelu.

## Położenie
Leży na zachód od Jeziora Tyberiadzkiego w Dolnej Galilei.

## Gospodarka
Gospodarka wioski opiera się na rolnictwie.